# Fútbol 5 en los Juegos Paralímpicos de París 2024
El Fútbol 5 en los Juegos Paralímpicos de París 2024 se llevó a cabo en el Eiffel Tower Stadium de París, Francia del 1 de 7 de septiembre y contó con la participación de ocho selecciones nacionales de cuatro confederaciones.

## Participantes
| Clasificatorio                          | Fecha                       | Sede       | Plazas | Clasificado                                |
| --------------------------------------- | --------------------------- | ---------- | ------ | ------------------------------------------ |
| Anfitrión                               |                             |            | 1      | Francia (FRA)                              |
| Campeonato Europeo de la IBSA 2022      | 8–18 de junio de 2022       | Pescara    | 1      | Turquía (TUR)                              |
| Campeonato Africano de la IBSA 2022     | 14–26 de septiembre de 2022 | Bouznika   | 1      | Marruecos (MAR)                            |
| Campeonato Asia-Oceanía de la IBSA 2022 | 11–18 de noviembre de 2022  | Cochín     | 1      | República Popular China (CHN)              |
| Juegos Mundiales de la IBSA 2023        | 18–27 de agosto de 2023     | Birmingham | 3      | Argentina (ARG) Colombia (COL) Japón (JPN) |
| Juegos Parapanamericanos de 2023        | 17–26 de noviembre de 2023  | Santiago   | 1      | Brasil (BRA)                               |
| Total                                   |                             |            | 8      |                                            |

## Resultados
| Evento    | Oro | Plata | Bronce |
| --------- | --- | --- | --- |
| Masculino | Francia (FRA) Alessandro Bartolomucci Mickael Miguez Gael Riviere Hakim Arezki Martin Baron Khalifa Youmé Frédéric Villeroux Ahmed Tidiane Diakite Fabrice Morgado Benoit Chevreau de Montlehu | Argentina (ARG) Darío Lencina Ángel Deldo Nahuel Heredia Froilan Padilla Jesus Merlos Matias Olivera Maximiliano Espinillo Osvaldo Fernández Mario Rios Germán Muleck | Brasil (BRA) Luan Gonçalves Maicon Júnior Cássio Lopes Jonatan Borges da Silva Jeferson da Conceição Nonato Tiago da Silva Ricardo Alves Jardiel Soares Matheus Bumussa |